# Аркуата-Скривия
Аркуа́та-Скри́виа (итал. Arquata Scrivia, пьем. Arquà) — город в Италии, в регионе Пьемонт, подчинён административному центру Алессандрия.
Население составляет 5848 человек (на 2004 г.), плотность населения — 276 чел./км². Занимает площадь 23,36 км². Почтовый индекс — 15061. Телефонный код — 00143.
В городе 15 августа особо празднуется Успение Пресвятой Богородицы.